# Machiya

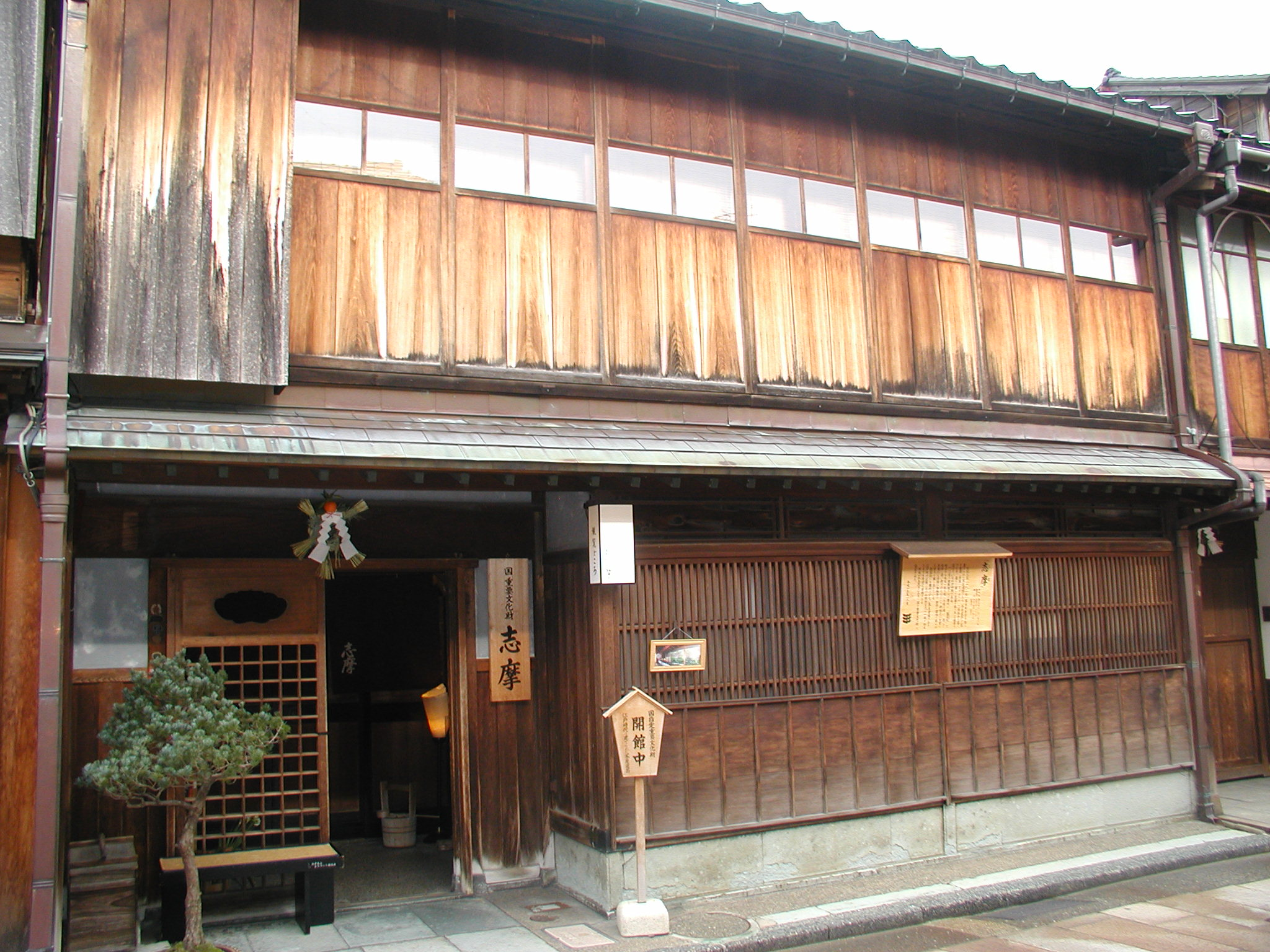
Une maison de geisha à Kanazawa.

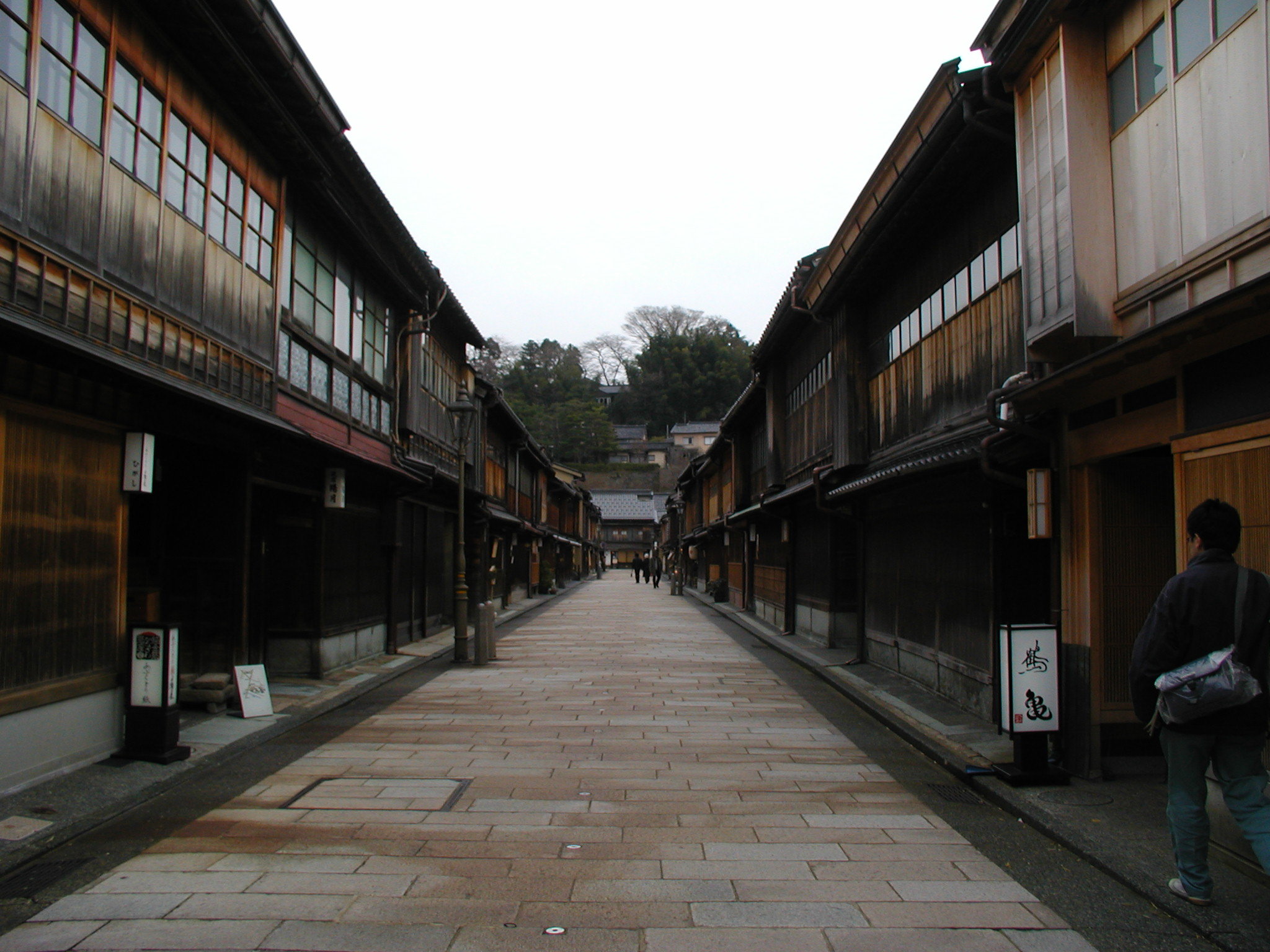
à Kanazawa.

Les machiya (町屋, lit. « maison des bourgs ») sont des maisons en bois typique des centres-villes japonais, qui ont servi de logement et d'ateliers aux habitants pendant des siècles, notamment à Kyōto. Elles sont l'équivalent à la ville des nōka (農家, lit. « fermes ») de la campagne, que l'on regroupe toutes les deux sous le nom de minka.

## Description
Les Japonais les surnomment par dérision unagi no nedoko (うなぎの寝床), « les chambres à coucher des anguilles », en raison de leur forme longue et étroite.
Accolées les unes aux autres, elles formaient des groupes homogènes d'une quarantaine d'unités familiales appelées chō (町, lit. « bourgs »). Chaque chō était rattaché à un temple ou à un sanctuaire et regroupait une corporation particulière d'artisans et de marchands.
Toutes ces constructions en bois étaient bien sûr des proies faciles pour les incendies qui ravageaient souvent l'ancienne capitale, notamment les deux incendies majeurs de 1708 et 1788. C'est pourquoi on ne trouve guère à Kyōto de machiya d'avant l'ère Meiji. Les machiya de Kyōto sont nommés kyo-machiya car elles présentent des caractéristiques propres[réf. souhaitée]. Il restait en 2010 près de 48 000 kyo-machiya dans des conditions de conservation variables, et 40 000 en 2017.
Toutes sont disposées à peu près sur le même modèle : les commerces et les appartements occupent l'avant, tandis qu'un long couloir, où se trouve la cuisine, dessert les entrepôts et un petit jardin à l'arrière. Leur style date du milieu de l’époque d'Edo, selon des normes de construction que la ville a commencé à définir au XVIIIe siècle. Leurs murs sont notamment construits selon la méthode shinkabe-zukuri (真壁造), avec piliers en bois apparents, permettant de limiter l'humidité en été.
De nos jours, la rénovation de machiya devient une des activités des ateliers d'architecture, notamment à Kyoto où leur valeur patrimoniale a été longtemps ignorée, même si la ville de Kyoto commence à prendre des mesures pour soutenir les programmes de restauration.
Le mode d'habitation de ces maisons traditionnelles n'est plus toujours adapté aux aspirations des foyers japonais, qui veulent pouvoir avoir un garage pour leur voiture, ou ne pas avoir à intégrer une communauté de quartier chōnaikai (町内会, « association de quartier »). De nombreuses machiya ont encore été détruites dans les années 2010, pour faire place à de grands hôtels et accueillir un tourisme de masse. Celles qui sont conservées, grâce à des initiatives privées, sont reconverties en boutiques, restaurants ou cafés, et en petit hôtels (guesthouses). Elles sont aussi parfois rénovées, pour devenir un peu plus confortables et trouver de nouveaux habitants attirés par leur architecture.